# Годеберта
Годеберта, Годберта (фр. Godebertha, Godberta; 640 г., Амьен, Франция — 700 г., Нуайон, Франция) — святая Римско-Католической Церкви, монахиня.

## Биография
Годеберта родилась в 640 году в городе Амьен в аристократической семье, имевшей связи с франкским королём Хлодвигом II. Несмотря на то, что её родители хотели отдать её замуж, Годеберта при поддержке епископа Элигия начала организовывать монастырскую жизнь. Хлодвиг II предоставил Годеберте небольшой дворец в городе Нуайоне. В этом дворце Годеберта основала небольшую монастырскую общину, в которую стали вступать молодые женщины.
Годеберта умерла в 700 году. Её мощи были погребены в часовне святого Георгия, которая впоследствии была переименована в её честь. В 1168 году мощи Годеберты были перенесены в кафедральный собор Нуайона.